# Phaser
Phaser е рамка за създаване на двуизмерни HTML5 игри за десктоп и мобилни устройства. Това е свободен софтуер, разработен от Photon Storm.
Phaser използва технологиите Canvas и WebGL и може автоматично да превключва между тях въз основа на поддръжката на браузъра. Това позволява бързо изобразяване на настолен компютър и мобилно устройство. Използва и библиотеката Pixi.js.

## История
Ричард Дейви обявява първото издание на Phaser в публикация в блог през април 2013 г. Версия 1.0 е пусната през септември и включва библиотеката Pixi.js.
Phaser 3.0.0 е пуснат на 13 февруари 2018 г. Повечето елементи и функции на рамката са изградени от нулата, като се използва изцяло модулна структура и подход, ориентиран към данни. Phaser 3 включва чисто нов персонализиран WebGL рендър, предназначен за модерни 2D игри. Оттогава голяма част от документацията и примерите за потребителите са завършени и повечето функции са внедрени.
На 19 август 2019 г. е обявен Phaser 4, който е опит за пренаписване на Phaser 3 в TypeScript.

## Основната структура на проект за HTML5 игра
Проектът за HTML5 игра обикновено се състои от следните папки и файлове:
1. Scripts/ (или js/) : В тази папка се намира основният файл на рамката, който обикновено се нарича Phaser.js. Съдържа файл с кода на играта, който използва рамката.
2. Src/ : Тази папка е предназначена за съхраняване на изходни файлове. Тези файлове в крайна сметка ще бъдат компилирани, за да се създаде пълният код на играта.
3. Assets/ : В тази папка има различни подпапки:
  - Images : Съдържа графични файлове.
  - Maps : Съдържа данни, необходими за 2D играта.
  - Sounds : Това е мястото, където се съхраняват звуковите ефекти за играта, често в множество формати.
  - Music : Съдържа музиката за играта.
  - Misc : Тук се съхраняват различни данни като диалогови файлове, скриптове за изпълнение и други специални файлове.
4. Index.html : Този файл служи като начална точка за играта. Той настройва играта и инициализира процеса на зареждане. JavaScript обработва взаимодействията след първоначалната настройка. Този html файл може също да включва основен стил за позициониране на играта на уеб страницата и създава потребителски интерфейс (UI) около нея.[7]

## Архитектура и характеристики
Phaser може да работи във всеки уеб браузър, който поддържа елемента canvas. Игрите, направени с Phaser, се разработват или на JavaScript, или на TypeScript. Необходим е уеб сървър за зареждане на ресурси като изображения, аудиозаписи и други файлове с игри, тъй като браузърите изискват уеб страниците да имат достъп до файлове само от същия произход.
Phaser може да работи с WebGL или елемента canvas, с опция за използване на WebGL, ако браузърът го поддържа, или ако дадено устройство не го поддържа, ще се върне обратно към canvas.

### Физика
Phaser се доставя с 3 физически системи: Arcade Physics, Ninja Physics и P2.JS.
От Phaser 3.6 има два основни физически двигателя. Те се наричат Arcade и Matter. Има и по-малко известен двигател, подобен на Arcade, наречен Impact.
Arcade е може би най-използваният от трите, тъй като е бърз и лесен за използване. Той използва подравнени по ос (не завъртяни) правоъгълници и кръгове за откриване на сблъсък върху всички основни функции на физическия двигател като гравитация, ускорение и съпротивление. Недостатъкът му са ограничените възможности.
Matter е по-усъвършенстваният, но неговата сложност също се повишава с добавените функции. Той е в състояние да симулира много реалистична физика на цялото тяло. Поддържа множество функции като твърди, сложни и съставни тела, стабилно подреждане и физически свойства като маса и плътност.
Impact много прилича на Arcade, но има някои предимства.